# Динамо (футбольный клуб, Казань)
«Динамо» — советский футбольный клуб из Казани. Основан в 1926 году.

## История
Клуб участвовал в чемпионатах СССР в сезонах: 1936 (весна), 1936 (осень) — группа «В»; 1937, 1939 — группа «Б»; 1946 — третья группа; 1947—1949 — вторая группа. В 1949 году команда выступила неудачно и прекратила своё существование.
С 2000 года в Казани действует СШОР «Динамо», команды которой выступают в Первенстве Татарстана и соревнованиях МФС «Приволжье».

## Достижения

### Чемпионат СССР
- Победитель группы «В» (1936, осень).
- 5-е место в финале Второй группы, 1-е место в зональном турнире (I зона РСФСР) (1948).

### Кубок СССР
- 1/4 финала (1937).

## Известные игроки
- Гуляев, Виктор Алексеевич.
- Зонин, Герман Семёнович — Заслуженный тренер СССР, РСФСР и Украины.
- Идзковский, Антон Леонардович.
- Климов, Николай Семёнович.
- Севидов, Александр Александрович — Заслуженный тренер СССР, Белоруссии.
- Щегоцкий, Константин Васильевич.